# Pentacle
«Pentacle» (Пентакль) — французький рок-гурт напрямку симфонічний прогресивний рок. 

## Біографія
Гурт Пентакль був утворений в 1971 році в м. Бельфор, Франція. Їх єдиний альбом «La Clef Des Songes» вийшов 1975 року, його продюсером був Christian Decamps, Ange. Пізніше альбом був перевиданий Musea, вмістивши додаткові три записи наживо, а буклет містив біографії, фотографії та тексти. Музика описується як елегантна, з униканням пихатості, як це було властиво деяким їх сучасникам. Але це не обов'язково означає, що музика повністю м'яка. Також в музиці присутня помітна просторовість. Вокал доволі емоційний, а пасажі нагадують ранні King Crimson і Moody Blues. Складність музичної складової не є відмітною ознакою. Розчарований в музичному бізнесі, гурт Пентакль розпався в 1976 році.

## Альбом La Clef Des Songes, 1975
La Clef Des Songes є маловідомим, але дуже приємним альбомом французького прог-року. У Пентаклі відчуваються впливи ранніх King Crimson з їх часто мінорним домінуванням композицій, приглушеними темпами і випадковими гітарними програшами, хоча з відмінним ароматом, які дають французькі тексти і вокал. Вокаліст виступає сильно й емоційно, але більш "звичайно", ніж театральні витівки Ange. 

### Композиції
1 — La Clef Des Songes 4'06

2 — Naufrage 4'27

3 — L'Ame Du Guerrier 6'06

4 — Les Pauvres 3'25

5 — Complot 5'01

6 — Le Raconteur 10'42

7 — La Clé Des Songes - Live 6'00

8 — Complot - Live 8'43

9 — Le Raconteur - Live 7'23

Загальний час звучання 53:53

### Музиканти
— Claude Menetrier / орган, муг, струнний ансамбль Elka, фортепіано 

— Michel Roy / барабани, бек-вокал  

— Gerald Reuz / електрична та акустична гітари, вокал 

— Richard Treiber / бас, акустична гітара  